# Juanes
Juan Esteban Aristizábal Vásquez (født 9. august 1972), bedre kendt som Juanes, er en colombiansk sanger, sangskriver og guitarist. I 1980'erne og 1990'erne var Juanes medlem af heavy metal-gruppen Ekhymosis, men opløste den i 1998 til fordel for en solokarriere.
Hans solo-debutalbum fra 2001, Fíjate Bien, havde nogen kommerciel succes og vandt tre Latin Grammy-priser. Det næste album, Un Día Normal, var en stor succes i spansktalende lande, og singlen "A Dios le Pido" blev nummer ét på hitlisterne i tolv lande.
Det tredje album, Mi Sangre, havde tilsvarende succes og blev støttet af 200 koncerter. Der opstod kontroverser om albummets tredje single, "La Camisa Negra", efter den blev anvendt som symbol for italiensk nyfascisme. 
Juanes er en af de bedstsælgende colombianske musikere, med mere end ti millioner solgte albummer. Han er kendt for sit humanitære arbejde; særligt støtte til colombianske ofre for antipersonelminer.

## Diskografi
- Fijate Bien, 2001
- Mi Sangre, 2003
- Un Dia Normal, 2004
- La vida es un ratico, 2007
- P.A.R.C.E., 2010

## Ekstern henvisning
- Juanes' hjemmeside